# Лютер: Сонце на спаді
«Лютер: Сонце на спаді» (англ. Luther: The Fallen Sun) — кримінальний детектив 2023 року від режисера Джемі Пейна за сценарієм Ніла Кроса, служить продовженням однойменного серіалу.

## Сюжет
Багатий торговець і серійний вбивця Девід Робі шантажує і викрадає прибиральника Каллума Олдріча. Справою займається старший інспектор Джон Лютер, який обіцяє матері Каллума, Корінні, що знайде її сина. Занепокоєний своєю причетністю до справи, Робі розкопує компромат на різні незаконні дії Лютера як офіцера поліції, в результаті чого його звільняють, переслідують і ув'язнюють.
Через роки Робі заманює Коррін та батьків інших жертв до будинку, де він спалює тіла їхніх дітей. Вона відвідує Лютера у в'язниці, докоряючи йому за те, що він не знайшов вбивцю її сина. Робі надсилає Лютеру у в'язницю запис того, як він вбиває Каллума, через радіостанцію. Лютер інформує про трансляцію старшого інспектора Одетт Рейн, нового керівника відділу тяжких і серійних злочинів. Він зв'язується з тюремною охороною та колишнім колегою МакКейбом, щоб визволити його з в'язниці. Рейн залучає відставного детектива Мартіна Шенка консультантом. Лютер вистежує Робі до цирку на Пікаділлі, де Рейн розгортає озброєну поліцію SCO19. Там вони стикаються з ним, але деякі люди, яких він шантажував, відволікають увагу, вбиваючи себе, стрибаючи з будівель і розбиваючи машини. Робі тікає в лондонське метро після бійки з Лютером і вбивства озброєного поліцейського.
Робі викрадає доньку Рейна — Аню. Рейн зустрічається з Лютером і неохоче погоджується працювати з ним. Вони відвідують колишню дружину Робі, Жоржетту, і з'ясовують, що у нього є нерухомість за кордоном. Сержант Арчі Вудворд — підлеглий Рейна, шантажем змушує Робі вбити Жоржетту, але його перехоплює Шенк (якого Лютер відправив захищати Жоржетту). Арчі накладає на себе руки. Лютер і Рейн їдуть до маєтку Робі в сільській місцевості Норвегії, де дізнаються, що він катує викрадених жертв до смерті в прямому ефірі під назвою «Червоний бункер» для своїх послідовників. Вони не в змозі протистояти йому, і Робі намагається змусити їх завдати один одному болю, щоб врятувати Аню. Лютер дізнається, що Жоржетта розповіла поліції про місцезнаходження бункера, і вони вже їдуть туди. Після жорстокої бійки їм вдається втекти з бункера, і Лютер переслідує Робі до замерзлого озера, де той тоне. Лютера рятують поліцейські водолази та Шенк. Оговтавшись від поранень у Лондоні, до нього звертається Кренфілд, високопосадовець з МІ5, який пропонує йому роботу замість того, щоб повернутися до в'язниці.

## В ролях
- Ідріс Ельба — Джон Лютер, колишній старший інспектор лондонської поліції.
- Синтія Еріво — Одетт Рейн, старший інспектор лондонської поліції, голова відділу тяжких та серійних злочинів.
- Дермот Краулі — Мартін Шенк, колишній голова відділу тяжких та серійних злочинів, а також колишній начальник Джона Лютера.
- Енді Серкіс — Девід Робі, мільйонер-психопат, серійний вбивця.
- Гетті Мораган — Денніс МакКейб, спільниця Лютера, який допомагає йому втекти.

## Виробництво та прем'єра
У вересні 2021 року стало відомо, що актор Енді Серкіс зіграє у фільмі «Лютер», а Ніл Крос напише сценарій. Також стало відомо, що Джемі Пейн виступить режисером, а Ідріс Ельба повернеться в ролі Лютера. 24 лютого 2023 року фільм з*явився у кінотеатрах, а потім з 10 березня з'явився на стрімінговому сервісі Netflix.